# Astyanax nicaraguensis
Astyanax nicaraguensis är en fiskart som beskrevs av Eigenmann och Ogle, 1907. Astyanax nicaraguensis ingår i släktet Astyanax och familjen Characidae. Inga underarter finns listade.